# Psychotria concinna
Psychotria concinna là một loài thực vật có hoa trong họ Thiến thảo. Loài này được Oliv. miêu tả khoa học đầu tiên năm 1886.